# Johann Hartwig Ernst von Bernstorff
Johann Hartwig Ernst von Bernstorff (Hannover, 13 maggio 1712 – Amburgo, 18 febbraio 1772) è stato un politico tedesco naturalizzato danese, ministro a servizio del Regno di Danimarca.

## Biografia
Johann Harwig Ernst nacque nel 1712 ad Hannover, figlio di Joachim Engelke e di Sophie Charlotte von Bernstorff. Suo nonno materno, Andreas Gottlieb von Bernstorff (1640–1726), era stato uno dei più abili ministri di Giorgio I e capo della German Chancery, e sotto la sua guida Johann venne educato accuratamente, acquisendo tra l'altro anche la conoscenza di diverse lingue europee, tra cui il francese. Alla morte dell'avo ne assunse il cognome.
Venne introdotto nel servizio pubblico danese grazie alla sua amicizia coi fratelli Plessen che erano ministri di stato sotto Cristiano VI. Nel 1732 egli venne inviato in missione diplomatica alla corte di Dresda e dal 1738 rappresentò l'Holstein alla Dieta di Ratisbona; dal 1744 al 1750 rappresentò la Danimarca a Parigi, tornando in patria solo nel 1754 come Ministro degli Esteri. Supportò il potente favorito del re, Adam Gottlob Moltke, ed ottenne grande rispetto da parte di Federico V, occupando per ventuno anni la più alta posizione al governo, e nel Consiglio di Stato la sua opinione fu decisiva.
Sin dalla conclusione della Grande guerra del nord, gli uomini di stato danesi si erano dimostrati occupati a raccoglierne i frutti, ovvero la porzione di Gottorp dello Schleswig che venne definitivamente annessa alla Danimarca nel 1721 col Trattato di Nystad.
Anche se la Russia era divenuta la potenza dominante della regione baltica, la Danimarca assieme alla Svezia continuavano a rivestire un ruolo importante nella politica marittima dell'epoca.
Una relazione amichevole con i deboli vicini svedesi fu per la politica di Bernstorff il punto focale, ma i suoi piani si trovarono a dover affrontare ulteriori complicazioni dettate da fattori diversi che ancora avrebbero visto le due potenze scontrarsi su un terreno comune.

### La guerra dei sette anni
Le prime difficoltà si manifestarono con lo scoppio della Guerra dei Sette anni. Bernstorff era determinato a preservare la neutralità della Danimarca ad ogni costo e questo punto gli riuscì malgrado la presenza di un trattato secondario con la Prussia ed i sospetti dei re di Gran Bretagna e Svezia. Fu attraverso questa iniziativa, ad ogni modo, che venne siglata la Convenzione di Klosterzeven (10 settembre 1757), ed il 4 maggio 1758 venne concluso un trattato ancora più promettente con la Francia, che riuscì a prevedere che per sicurezza la Danimarca detenesse un'armata di 24.000 uomini nell'Holstein sino alla fine della guerra, per mettere al sicuro Amburgo, Lubecca e Gottorp.
Il corso della guerra ad ogni modo era destinato a cambiare gli eventi: l'Austria ripudiò le garanzie concesse alla Danimarca che non era intenzionata a offendere il nuovo imperatore di Russia, lo zar Pietro III, dal momento che uno dei primi atti di Pietro salito al trono fu quello di dichiarare guerra alla Danimarca. La freddezza e la fermezza di Bernstorff salvarono la situazione: egli protestò che il re di Danimarca era legato dalla difesa dello Schleswig sino all'ultima goccia di sangue danese. Egli rigettò l'ignobile ultimatum dello zar russo e pose il miglior generale dei suoi giorni alla testa delle truppe danesi.
Quando ormai i due eserciti erano però sul punto di scontrarsi, Pietro III venne detronizzato dalla moglie, Caterina II.

### Dopo la guerra
Bernstorff fu uno dei primi a riconoscere l'impotenza della monarchia francese dopo la Guerra dei sette anni e nel 1763 considerò la possibilità di scambiare l'alleanza francese per quella russa, cementata dall'alleanza del 28 aprile 1765, con la quale si prevedeva inoltre che la zarina avrebbe rinunciato alle proprie pretese nel Gottorp. Per la sua parte nel trattato Bernstorff venne creato conte.

### La caduta
Con l'ascesa di Cristiano VII nel 1766, la posizione di Bernstorff divenne piuttosto precaria e venne esposto ad ogni tipo di attacco ed in particolare di aver posto la Danimarca in balìa di altre potenze straniere. È curioso inoltre che dopo 21 anni di permanenza al governo, Bernstorff non avesse mai imparato la lingua danese, fatto che gli venne ulteriormente rinfacciato. Il suo ultimo atto politico fu un ulteriore trattato con la Russia siglato il 13 dicembre 1769, ove si stabilì che ogni tentativo di mutamento della costituzione che la Svezia era stata costretta ad accettare per limitare il potere della propria monarchia sarebbe stata considerata un casus belli da Danimarca e Russia. Nove mesi più tardi, il 13 settembre 1770,  Bernstorff venne dimesso per iniziativa di Johann Friedrich Struensee, e, rifiutando la brillante offerta di Caterina II che gli propose di entrare al servizio del governo russo, si ritirò nella sua residenza di campagna in Germania, ove morì il 18 febbraio 1772.